# Prima Categoria 1962-1963
Il campionato di calcio di Prima Categoria 1962-1963 è stato il V livello del campionato italiano. A carattere regionale, fu il quarto campionato dilettantistico con questo nome dopo la riforma voluta da Bruno Zauli del 1958.

## Campionati
- Prima Categoria Abruzzo 1962-1963
- Prima Categoria Basilicata 1962-1963
- Prima Categoria Calabria 1962-1963
- Prima Categoria Campania 1962-1963 con Molise
- Prima Categoria Emilia-Romagna 1962-1963
- Prima Categoria Friuli-Venezia Giulia 1962-1963
- Prima Categoria Lazio 1962-1963
- Prima Categoria Liguria 1962-1963
- Prima Categoria Lombardia 1962-1963
- Prima Categoria Marche 1962-1963
- Prima Categoria Piemonte-Valle d'Aosta 1962-1963
- Prima Categoria Puglia 1962-1963
- Prima Categoria Sardegna 1962-1963
- Prima Categoria Sicilia 1962-1963
- Prima Categoria Toscana 1962-1963
- Prima Categoria Tridentina 1962-1963
- Prima Categoria Umbria 1962-1963
- Prima Categoria Veneto 1962-1963

## Fonti e bibliografia
Libri:
- Annuario F.I.G.C. 1962-63, Roma (1963) conservato presso:
  - tutti i Comitati Regionali F.I.G.C.-L.N.D.;
  - la Lega Nazionale Professionisti;
  - la Biblioteca Nazionale Centrale di Firenze;
  - la Biblioteca Nazionale Centrale di Roma;
- Storia della Unione Sportiva Valenzana di Pier Giorgio Maggiora;
- Una passione una squadra una città - Storia dell'Unione Sportiva Cairese di G. Caviglia - R. Grillo - M. Oniceto - I.E.E. Editoriale Europea;
- 100 anni di calcio a Conegliano 1907/2008 di Carlo Fontanelli, Union CSV e Circolo Sostenitori Calcio Conegliano - Geo Edizioni;
- Orbetello 1908 - Un secolo di pallone in laguna di Alessandro Orrù, Carlo Fontanelli, Iano Caporali - Geo Edizioni;
- La Storia del Nettuno Calcio di Silvano Casaldi - Cicconi Editore;
- Almanacco Biancorosso - Il calcio a San Gavino Monreale di Corrado Delunas - Geo Edizioni;
- Cent'anni nel pallone - Una storia in biancorosso di Gualtiero Franco, Antonio Tranchero - Ed. Agami.
- Polisportiva Rumagna - 50 anni di sport 1952/2002 - Geo Edizioni.
- Libero di Signa - 90 anni di calcio fra Arno e Bisenzio di Carlo Fontanelli, Libero Sarchielli - Geo Edizioni.
- Pietro Serina, Bergamo in campo - 1905-1994 il nostro calcio, i suoi numeri, L'Impronta Edizioni, Bergamo, 1994.
- Antenisco Gianotti, Sergio Braghini, Almanacco del calcio regionale Trentino Alto Adige - dal 1948 al 1993, Tipografia Presel, Bolzano, 1993. che contiene i risultati e tutte le classifiche ufficiali dei campionati trentino-altoatesini dal 1948 al 1993 (esclusa la Terza Categoria).

Giornali:
- Archivio della Gazzetta dello Sport, stagione 1962-63, consultabile presso le Biblioteche:
  - Biblioteca Nazionale Braidense di Milano;
  - Biblioteca Nazionale Centrale di Firenze;
  - Biblioteca Nazionale Centrale di Roma;
  - Biblioteca Civica Berio di Genova;
  - e presso Emeroteca del C.O.N.I. di Roma (non è online ma è da consultare in sede).
- La Gazzetta del Lunedì e Il Corriere Mercantile della stagione 1962-63, conservati presso la Biblioteca Universitaria e Berio di Genova.

Siti online:
- Storia calcistica dell'Altarese., su calciodieccellenza.it.
- Classifica della Pro Sesto 1962-63., su acprosesto.it. URL consultato il 29 maggio 2009 (archiviato dall'url originale il 13 maggio 2019).
- Classifica del Dolo 1962-63., su fcdolo1909.it.